# Manikgonj Sadar Upazila
Manikgonj Sadar Upazila är ett underdistrikt i Bangladesh. Det ligger i den centrala delen av landet, 40 km väster om huvudstaden Dhaka.
Trakten runt Manikgonj Sadar Upazila består till största delen av jordbruksmark. Runt Manikgonj Sadar Upazila är det mycket tätbefolkat, med 1 573 invånare per kvadratkilometer.